# ラリッサのピロン
ラリッサのピロン（ラリッサのフィロン、英: Philo of Larissa、古希: Φίλων ὁ Λαρισσαῖος、前159/158年 - 前84/83年）は、古代ギリシア・ヘレニズム期の哲学者。アカデメイア派懐疑主義最後の学頭。

## 人物
テッサリアのラリッサ出身。アテナイで新アカデメイア派の学頭クレイトマコスの弟子となり、前110/109年、学頭を継承する。前88年、第一次ミトリダテス戦争の戦禍を避けローマに移り、キケロやカトゥルスらローマ人に哲学や修辞学を講義する（ローマ哲学）。
弟子に中期プラトン主義者のアンティオコスがいた。ピロンの後、アカデメイアは後5世紀にアテナイのプルタルコスが再興するまで歴史の表舞台から姿を消すことになった。

## 著作・思想
多くの著作があったが全て散佚した。ストバイオスの抜粋集に学説が伝わる。またキケロやアウグスティヌスの言及が伝わる。
ピロンの立場については、近代以降諸説あるが、カルネアデスのような急進的な懐疑主義でなく、穏健な懐疑主義だったと推測される。「第4期アカデメイア」の創始者とも言われる。

## その他
ヒュームの対話篇『自然宗教をめぐる対話』に登場する懐疑論者フィロの名は、ラリッサのピロンにちなむ。